# Tino Vegar
Tino Vegar(Split,30 de janeiro de 1967) é um ex-jogador de pólo aquático  croata.Disputou as Olimpíadas de 1996 e ganhou a medalha de prata pela seleção croata.

## Títulos
- Jogos Olímpicos de Verão de 1996(Prata)-Seleção Croata